# Halloy (Oise)
Halloy é uma comuna francesa na região administrativa de Altos da França, no departamento de Oise. Estende-se por uma área de 3,84 km². Em 2010 a comuna tinha 460 habitantes (densidade: 119,8 hab./km²).